# Gerard Gohou
Gerard Gohou (Gagnoa, Costa de Marfil, 29 de diciembre de 1988) es un futbolista ruandés. Juega de delantero en el F. C. Aktobe de la Liga Premier de Kazajistán.

## Trayectoria
Llegó al club en 2004, jugando en las juveniles del Abiyán durante cuatro años. Debuta en el primer equipo en 2008, ofreciendo un altísimo nivel para la liga marfileña.
A mediados de 2008, Gohou firmó para el club Hassania, de Marruecos. Finalizó la temporada anotando 15 goles en 28 encuentros disputados.
El 15 de febrero de 2010, el club suizo de Neuchâtel anunció la firma de Gohou, hecho que tuvo gran repercusión, ya que, los medios marroquíes sugirieron que su contrato con el Hassania no lo había rescindido.
A lo largo de la temporada y media con este equipo, Gohou sumó 9 goles en 47 partidos.
Gohou llegó a la ciudad de Almatý el 24 de junio de 2014, firmando un contrato de seis meses, para luego, en 2015, ser extendido hasta principios de 2018.
Durante su estadía en el club kazajo logró números esplendorosos, 91 goles y 24 asistencias en 121 partidos jugados.
Luego de haber sido sondeado por el Club Nacional de Football de Uruguay, se confirmó su llegada al Beijing Enterprises de China, firmando contrato en febrero de 2018.
Hasta el momento lleva 8 goles convertidos, fraccionados en 17 partidos diputados.

## Selección nacional
Fue internacional con la selección sub-23 de su país, logrando disputar cinco partidos convirtiendo tres goles. En septiembre de 2022 debutó con Ruanda, siendo el primer jugador no nacido en el país que jugaba con dicha selección.

## Clubes
| Club                      | País            | Año       |
| ------------------------- | --------------- | --------- |
| J. C. Abidjan             | Costa de Marfil | 2007-2008 |
| Hassania Agadir           | Marruecos       | 2008-2010 |
| Neuchâtel Xamax F. C.     | Suiza           | 2010-2011 |
| Denizlispor               | Turquía         | 2011-2012 |
| Kayseri Erciyesspor       | Turquía         | 2012-2013 |
| F. C. Krasnodar           | Rusia           | 2013-2014 |
| F. C. Kairat Almaty       | Kazajistán      | 2014-2017 |
| Beijing Enterprises F. C. | China           | 2018-2019 |
| Kasımpaşa S. K.           | Turquía         | 2020-2021 |
| F. C. Aktobe              | Kazajistán      | 2022-     |

## Palmarés

### Campeonatos nacionales
| Título                  | Club                | País       | Año     |
| ----------------------- | ------------------- | ---------- | ------- |
| TFF Primera División    | Kayseri Erciyesspor | Turquía    | 2012-13 |
| Copa de Kazajistán      | F. C. Kairat Almaty | Kazajistán | 2014    |
| Copa de Kazajistán      | F. C. Kairat Almaty | Kazajistán | 2015    |
| Supercopa de Kazajistán | F. C. Kairat Almaty | Kazajistán | 2016    |
| Copa de Kazajistán      | F. C. Kairat Almaty | Kazajistán | 2017    |
| Supercopa de Kazajistán | F. C. Kairat Almaty | Kazajistán | 2017    |

### Distinciones individuales
| Distinción                                                   | Año  |
| ------------------------------------------------------------ | ---- |
| Máximo goleador de la TFF Primera División (19 goles).       | 2013 |
| Máximo goleador de la Liga Premier de Kazajistán (22 goles). | 2015 |
| Máximo goleador de la Liga Premier de Kazajistán (22 goles). | 2016 |
| Máximo goleador de la Liga Premier de Kazajistán (24 goles). | 2017 |